# Кортни Вилијамс
Кортни М. Вилијамс (рођена 11. маја 1994.) је америчка професионална кошаркашица, која игра за Атланта Дрим, Женског националног кошаркашког савеза (ВНБА). Вилијамс је средњу школску кошаркашку каријеру завршила у Чарлтон Каунтрију. Потписала је са Универзитетом, Јужна Флорида и уписала се у школу у јесен 2012. године.

## Каријера у средњој школи
У средњој школи Чарлтон Каунтри, играла је кошарку за Индијце. Њена мајка Михаел Вилијамс (тада Михаел Грејнчер) је такође играла кошарку за исту средњу школу 22 године раније. Михаел је поставила рекорд поена у једној утакмици када је постигла 40 поена. У својој јуниорској сезони, Вилијамс је преузела рекорд постигавши 42 поена у утакмици.

## Каријера на колеџ

### Прва година
Вилијамс је била солидна играчица која је улазила са клупе у првој сезони. Играла је у свакој утакмици и стартовала у 3. Просечно је износила 7.4 поена, 3,. скокова и 0.8 асистенција преко 33 утакмица.

### Друга година
У Вилијамсовој другој години, она је просечно бележила 30.4 минута, у односу на 15.3 који је бележила сезону раније. Завршила је годину са 16.3 поена уз 7.5 скокова и 2.4 асистенције. Проглашена је Ол-Конфернс првим тимом.

### Јуниорска година
Била је стартер у свакој утакмици и просечно је бележила 20.3 поена по утакмици, која је водила ААЦ. Свеукупно, била је девета водећа у земљи са 20 или више поена у 20 различитих утакмица.

### Сениорска година
У својој сениорској години, Вилик,јамс је постигла 308 шутева, што је било друго у држави међу свим тимовима Дивизије Један. Она је дала 763 поена, осма најбоља међу свим играчицама Дивизије Један.

## Статистике из Јужне Флориде
Извор 
| Year    | Team          | GP  | Points | FG%  | 3P%  | FT%  | RPG | APG | SPG | BPG | PPG  |
| ------- | ------------- | --- | ------ | ---- | ---- | ---- | --- | --- | --- | --- | ---- |
| 2012-13 | South Florida | 33  | 245    | 41.9 | 32.4 | 72.5 | 3.4 | 0.9 | 0.8 | 0.4 | 7.4  |
| 2013-14 | South Florida | 36  | 586    | 43.8 | 27.4 | 76.7 | 7.5 | 2.4 | 1.0 | 0.5 | 16.3 |
| 2014-15 | South Florida | 35  | 710    | 42.0 | 36.9 | 78.9 | 7.5 | 3.3 | 1.6 | 0.9 | 20.3 |
| 2015-16 | South Florida | 34  | 763    | 42.6 | 38.2 | 69.7 | 8.4 | 2.6 | 1.3 | 0.9 | 22.4 |
| Career  | Career        | 138 | 2304   | 42.6 | 35.3 | 74.6 | 6.7 | 2.3 | 1.2 | 0.7 | 16.7 |

## Национални тим
Вилијамс је изабрана као једна од 12 играчица које су играле за САД на Играма Светског универзитета 2015., одржаним у Гванђуу у Јужној Кореји у јулу 2015. Амерички тим започео је победом над Италијом. У другој утакмици против Кине, Вилијамс је била водећи стрелац са 18 поена. Америчка репрезентација освојила је наредна два бода, да би играле у полуфииналу против Јапана. Амерички тим је пао за 15 бодова, али вратио се да изједначи утакмицу и пошаље утакмицу у продужетак. Екипе су изједначиле резултате у првом продужетку и први пут у историји Светских универзитетских игара ушле у дупли продужетак. Са 10 секунди заостатка у другом продужетку, Јапан је смањио предност на два поена, али Вилиламс је погодила два слободна бацања и тако осигурала побједу. Вилиајмс је забележила дабл-дабл, постигавши 17 поена и 10 скокова. Утакмица за златну медаљу била је против Канаде. САД је освојила златну медаљу разултатом 82:63, а Вилијамс је поново допринела са дабл-даблом, 15 поена и 10 скокова.

## Професионална каријера
Вилијамс је изабрана као осми пик Финикс Меркјурија на драфту ВНБА 2016. године. Вилијамс је идентификовала Дајану Таурази као играчицу на коју "се угледам на и са ким ја упоређујем свој менталитет", а сада ће она играти у истом тиму као и Таурази. Прегршт игара за Меркјури, Вилијамс је 26. јуна 2016. трејдована у Конектикат Сан.
10. августа 2017. године, Вилијамс је потписала за Перт Линкс-ом за сезону 2017–18 у ВНБЛ. Вилијамс је 14. новембра 2017. године именована за ВНБЛ тим недеље, након наступа од 26 поена против Универзитета Канабера Капиталса. Следеће недеље Вилијамс је проглашена ВНБЛ играчем недеље, након убацивања 37 поена, 15 скокова и 13 асистенција. Вилијамс је била кључни допринос у историјском низу од 14 утакмица Перт Линкса, што је резултирало тим који је регуларну сезону завршио на врху лествице. Вилијамс је завршила ВНБЛ регуларну сезону просечно са 21.7 поена, 6.5 скокова, 4.1 асистенција, 2.2 украдене и 0.9 блокада.
19. фебруара 2020. године, Вилијамс је трејдована у Атланта Дрим као део трејда са три тима.

## Реферанце
1. 1 2 3 4  „Courtney Williams - Women's Basketball”. USF Athletics (на језику: енглески). Приступљено 2020-08-08.
2. ↑  „Courtney Williams”. WNBA.com - Official Site of the WNBA (на језику: енглески). Приступљено 2020-08-08.
3. ↑  Lowie, Zach (2015-03-11). „To star guard, mom knows best”. The Oracle (на језику: енглески). Приступљено 2020-08-08.
4. 1 2  „NCAA Statistics”. web1.ncaa.org. Приступљено 2020-08-08.
5. ↑  „2015 World University Games”. www.usab.com (на језику: енглески). Приступљено 2020-08-08.
6. ↑  „USF's Courtney Williams goes No. 8 in WNBA draft to Phoenix | Tampa Bay Times”. web.archive.org. 2016-04-27. Архивирано из оригинала 27. 04. 2016. г. Приступљено 2020-08-08.
7. ↑  „Courtney Williams traded to Connecticut | Tampa Bay Times”. web.archive.org. 2016-08-28. Архивирано из оригинала 28. 08. 2016. г. Приступљено 2020-08-08.
8. ↑  „Perth Lynx sign Courtney Williams - Perth Lynx”. Perth Lynx (на језику: енглески). 2017-08-10. Приступљено 2020-08-08.
9. ↑  „Stats - WNBL”. WNBL (на језику: енглески). Приступљено 2020-08-08.
10. ↑  „Dream Acquire Courtney Williams In Three-Team Trade”. Atlanta Dream (на језику: енглески). Приступљено 2020-08-08.